# Észak-Írország
Észak-Írország az Egyesült Királyság része az Ír-sziget északkeleti részén. Népessége 2022-ben 1 903 100 fő volt, fővárosa és egyben legnépesebb települése Belfast. Törvényhozása a Stormont. Észak-Írország 1921-ben jött létre, amikor az Ír-szigetet kettéosztották, a földdarab déli felétől az északnyugati csücskéhez átnyúlva létrejött a független Ír Köztársaság, az északkeleti területek pedig brit fennhatóság alatt maradtak. Az államalakulat történelmét a két fő etnikai-vallási csoport, a katolikus ír nacionalisták és a protestáns angol unionisták ellenségeskedése határozta meg. Az 1960-as évektől egészen az 1998-as nagypénteki egyezményig zajló észak-írországi konfliktus rengeteg halálos áldozatot követelt az országban. A háború lezárulta után normalizálódott a helyzet, de továbbra is jelentős a helyi írek és angolok közötti szegregáció az élet számos területén.
A konfliktus harmadik úton történő megoldására törekednek más pártok is, amelyek Ulster néven Észak-Írország függetlenségét kívánják elérni mind Nagy-Britanniától, mind pedig Írországtól.

## Földrajz
Észak-Írország a nyugati félgömb 5° és 8° hosszúsági körei között és az északi félteke 54° és 55° szélességi körei között, Európa északnyugati részén helyezkedik el; az Ír-sziget északi részét foglalja magába. A Magyarországhoz képest alig hetedakkora, 13 843 km² kiterjedésű terület az Ír-sziget 17%-át teszi ki. Keletről az Ír-tenger, északon az Atlanti-óceán határolja, a két víztömeget az Északi-csatorna választja el egymástól. Délről Írország Louth, Monaghan, Cavan és Leitrim, nyugaton pedig Donegal megyéi határolják, az ír–északír határ hossza 499 km. A legnagyobb sziget az északi partoknál fekvő Rathlin-sziget, a legjelentősebb tengeröböl pedig a keleten található Strangford Lough. Az Egyesült Királyság négy országa közül az egyetlen, amely nem a Brit-szigeten, hanem az Ír-szigeten fekszik.

### Domborzat

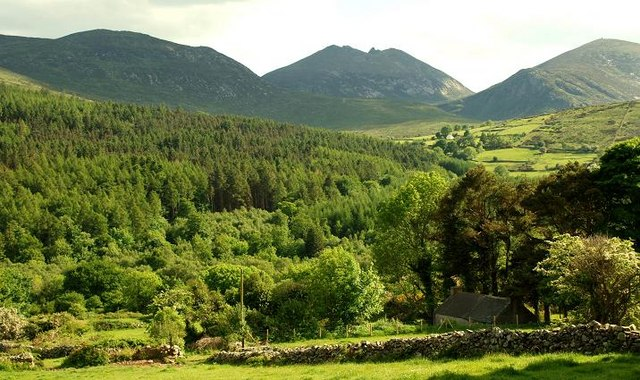
A Mourne-hegység

A terület két meghatározó felszínformáját az alföldek és a felföldek képezik. A 200 m tengerszint feletti magasság alatt fekvő termékeny alföldek elsősorban az ország középső területein helyezkednek el, és a nyugaton található Ards-félsziget is sík. A dombvidékekből és kisebb kiterjedésű középhegységekből álló felföldek három különböző tömbre tagolódnak. Északon az Antrim-hegység vonulatai húzódnak, nyugaton a Sperrin-hegység magaslatai emelkednek, délkeleten pedig a Mourne-hegység található. Az utóbbi hegységben helyezkedik el Észak-Írország legmagasabb pontja, a 850 m magas Sileve Donard.

### Geológia és talajtakaró

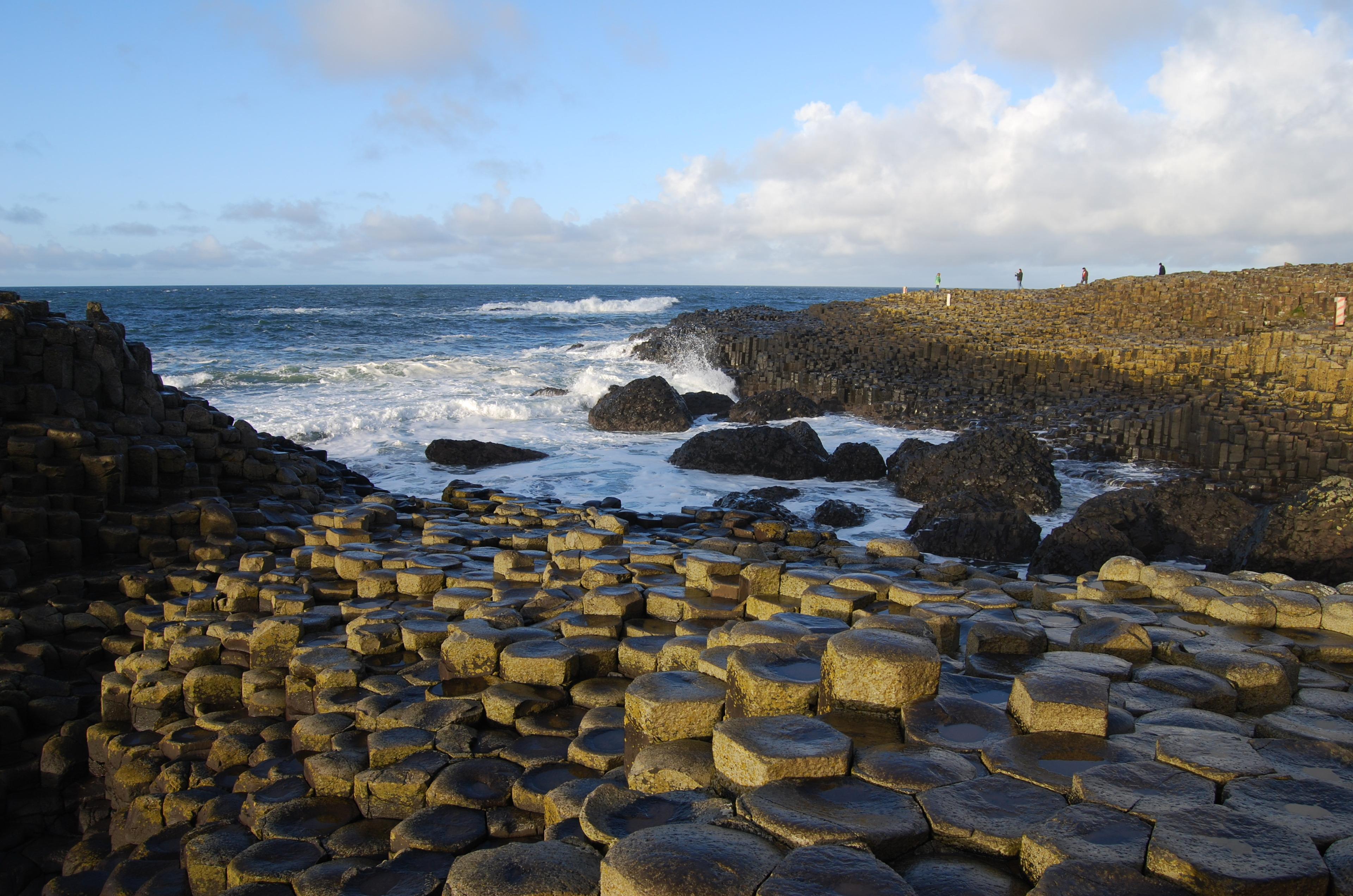
Az óriás útja

A Larrybane-öböl Észak-Írország északi partján

Észak-Írország kis területe ellenére egyedülállóan sokszínű geológiával rendelkezik. Legősibb kőzetei az Antrim és a Sperinn-hegységben megtalálható metamorf kőzetek, amelyek a Japetus-óceán üledékeként jöttek létre mintegy 600 millió éve. Ez a kőzetanyag a kaledóniai hegységképződés során felgyűrődött és egy, a mai Himalájához hasonló méretű hegységet alkotott, ekkor az üledék a nagy nyomás és hőmérséklet hatására átalakult. Az erózió az évmilliók során lepusztította a hegységet, de az Antrim és és a Sperinn-hegység gránit rögei továbbra is őrzik a nyomát. A devon időszak mérsékelten száraz klímájának hatására a Kaledóniai-hegység kőzete aprózódni kezdett és homokkő jött létre, ezek a kőzetrétegek jelenleg az ország északkeleti síkságain és dombvidékein vannak a felszínen. A karbon csapadékos földtörténeti időszakában a terület az Egyenlítő közelében helyezkedett el és a gyakori tengerszintváltozások következtében hol sekély, meleg vizű tenger borította a területet, hol mocsarak jöttek létre. Ebben az időszakban jött létre Észak-Írország kőszénkészlete és ekkor alakultak ki azok a mészkőrétegek is, amelyek a korszak tengeri élővilágának fosszíliáit őrzik. A paleogén és a neogén időszakban az ekkor itt húzódó óceánközepi hátság hatására heves vulkanizmus kezdődött a területen, az óceánba ömlő láva pedig látványos sziklaformációkat hozott létre, ezek közül a legismertebbek az Óriás útjának bazaltoszlopai. A negyedidőszakban bekövetkezett jégkorszak során Észak-Írország területét is összefüggő jégtakaró borította, a gleccserek ekkor vájták ki a tájképet napjainkban is meghatározó, U alakú völgyeket és drumlinokat. A jég kipreparálta a mélyebben fekvő, idősebb kőzeteket is. Az alföldeket többnyire humuszban gazdag talaj borítja, amelyet helyenként vörösesre színez a homokkő alapkőzet, a dombvidékeken pedig a barna erdőtalaj és a podzol a jellemző.

### Vízrajz

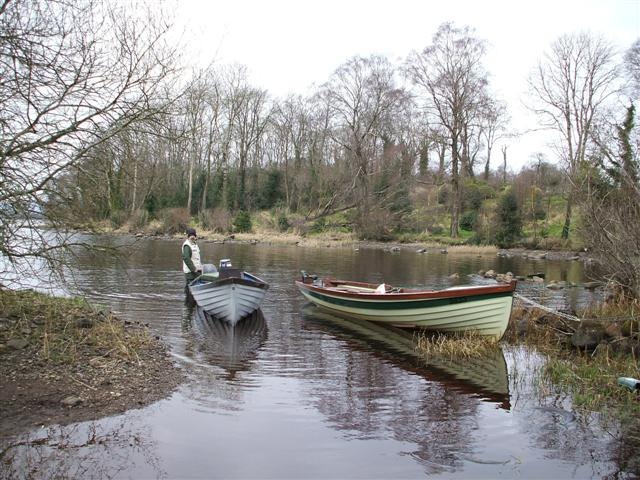
A Lough Erne

Észak-Írország földrajzi középpontjában helyezkedik el a Lough Neagh, amely az egész Brit-szigetcsoport legnagyobb állóvize. A 392 km² kiterjedésű tó egy tektonikus árokban jött létre, jelenleg is fontos halászati központ. Turisztikai szempontból jelentősek a felső és az alsó Lough Erne-tavak is. A kis szintkülönbségek miatt a legtöbb folyó lassú folyású és rövid út megtétele után a tengerbe ömlik. A legfontosabb észak-írországi vízfolyások a Lagan, amely Belfastnál ömlik a tengerbe, az északon található Foyle, valamint a Bann, amely a Lough Neaghot köti össze a tengerrel.

### Éghajlat

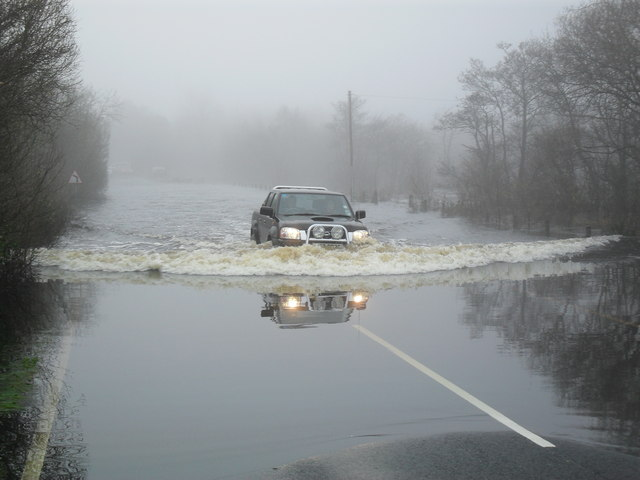
Árvíz 2009-ben

Az ország éghajlati szempontból a mérsékelt öv óceáni klímájához tartozik, az éves hőingás viszonylag alacsony, azonban az időjárás az Atlanti-óceán felől folyamatosan érkező frontok miatt akár naponta is gyakran változik. A viszonylag száraz tavaszt nedves és hűvös nyár, felhős, szeles ősz, majd hideg, esős tél követi. A legtöbb, mintegy 2000 mm csapadék a nyugati középhegységekben hullik, ez az érték a Lough Neagh partján és a keleti alföldeken csak 825 mm. A növényzet egész évben zöld, az időjárási jelenségek közül gyakoriak az erős szélviharok és a sűrű ködök.
| Hónap                         | Jan.  | Feb.  | Már.  | Ápr. | Máj. | Jún. | Júl. | Aug. | Szep. | Okt. | Nov. | Dec.  | Év    |
| ----------------------------- | ----- | ----- | ----- | ---- | ---- | ---- | ---- | ---- | ----- | ---- | ---- | ----- | ----- |
| Rekord max. hőmérséklet (°C)  | 13,0  | 14,0  | 19,0  | 21,0 | 26,0 | 28,0 | 29,0 | 28,0 | 26,0  | 21,0 | 16,0 | 14,0  | 29,0  |
| Átlagos max. hőmérséklet (°C) | 6,0   | 7,0   | 9,0   | 12,0 | 15,0 | 18,0 | 18,0 | 18,0 | 16,0  | 13,0 | 9,0  | 7,0   | 12,4  |
| Átlagos min. hőmérséklet (°C) | 2,0   | 2,0   | 3,0   | 4,0  | 6,0  | 9,0  | 11,0 | 11,0 | 9,0   | 7,0  | 4,0  | 3,0   | 5,9   |
| Rekord min. hőmérséklet (°C)  | −13,0 | −12,0 | −12,0 | −4,0 | −3,0 | −1,0 | 4,0  | 1,0  | −2,0  | −4,0 | −6,0 | −11,0 | −13,0 |
| Átl. csapadékmennyiség (mm)   | 80    | 52    | 50    | 48   | 52   | 68   | 94   | 77   | 80    | 83   | 72   | 90    | 846   |
| Napi napsütéses órák száma    | 1     | 2     | 3     | 5    | 6    | 6    | 4    | 4    | 4     | 3    | 2    | 1     | 3     |
| Forrás:                       |       |       |       |      |      |      |      |      |       |      |      |       |       |

### Élővilág

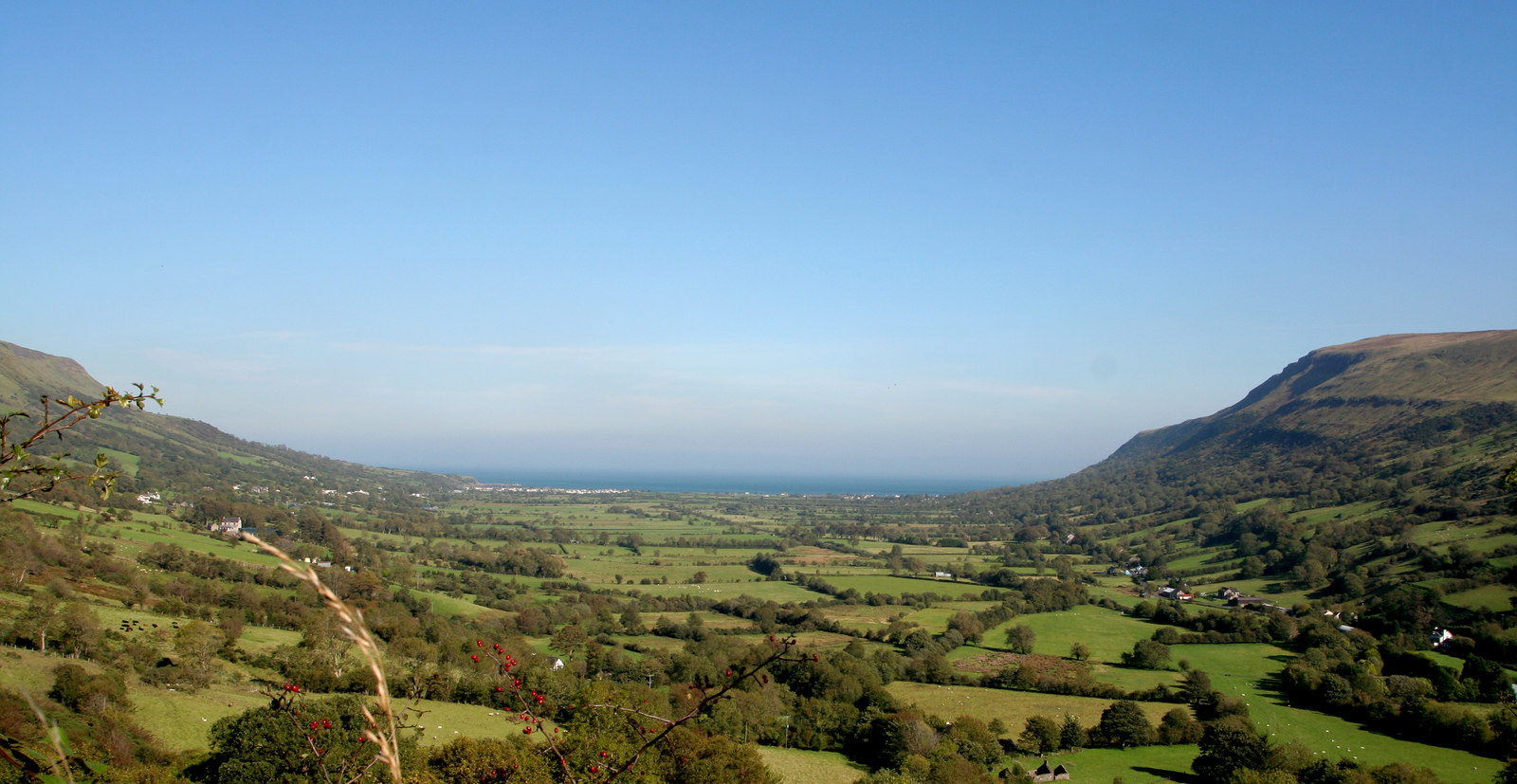
Jellegzetes északír táj legelőkkel

Észak-Írország területén két ökorégió osztozik, északnyugaton észak-atlanti elegyes erdők, a többi részen pedig a kelta lombos erdők az őshonosak. A területet borító kiterjedt tölgy, nyír, éger és mogyorófákból álló lombhullató erdőségeket azonban az évszázadok során szinte teljesen kiirtották, a helyükön a termékeny alföldeken szántóföldeket alakítottak ki, a magasabb fennsíkokon pedig legelőket nyitottak. Jelenleg (2022) az erdővel borított terület arányát a becslések 5 és 8% közé teszik, de ezeknek is a legnagyobb része nem őshonos fenyvesekből áll. Ez az erdőborítási arány az egyik legkisebb Európában, és bár a klímaváltozás elleni harc részeként a helyi kormányzat készített erdősítési terveket, ilyen például a 2030-ig 18 millió fa ültetését kitűző Forests for Our Future, az utóbbi években ezek a projektek csak lassan haladtak.
Az állatvilág képviselői az emlősök közül többek között az európai dámvad, a gímszarvas, a havasi nyúl, az európai borz és a közönséges törpedenevér. Az ország gazdag madárvilággal rendelkezik, 371 faj él a területen, például a póling, a csigaforgató, a fenyérfutó és a vízityúk.

## Népesség

### Népességi adatok
Észak-Írország népessége a 2021-es népszámlálás adatai szerint 1 903 175 fő, ezzel az Egyesült Királyság 4 országa közül a legkevésbé népesebb. 135 fő/km²-s népsűrűsége jelentősen alacsonyabb az Egyesült Királyság átlagánál (280 fő/km²) és jóval nagyobb mint Írország népsűrűsége (73 fő/km²). A várható élettartam a 2019-2020-as vizsgált időszakban férfiaknak 78, nőknek 82 év volt. A csecsemőhalandóság Észak-Írországban magas a Brit-szigetek többi területéhez képest: 1000 élve születésre 4,4 halálozás jutott 2020-ban.

### Népességtörténet

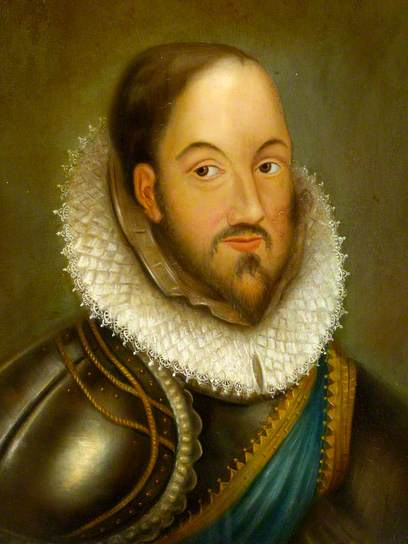
Lord Arthur Chichester, az ulsteri „ültetvény” egyik fő tervezője

A jelenleg tapasztalható etnikai és kulturális feszültségek kialakulásához egy sor különböző demográfiai folyamat vezetett el. A terület már a középkor óta szoros kapcsolatban áll Skócia nyugati részével, amelyet a gyakori népességvándorlások is megerősítettek a két hely között. A jelenlegi angol-ír etnikai megosztottság a kora 17. századig vezethető vissza. Anglia Tudor uralkodói meghódították az Ír-szigetet, de hatalmuk az ellenséges helyi lakosság és nemesség miatt gyenge lábakon állt. Az angol uralkodók egyik megoldása a problémára az angol etnikumú lakosság tömeges betelepítése volt. A sziget északi részén, Ulster tartományban létrehozták a Plantation-nak (ültetvénynek) nevezett gyarmatot, amelynek hatására a helyi ír kelta arisztokrácia menekülni kényszerült, az „earlök menekülése” elnevezésű esemény során. 1640-re már több mint 30 000 telepes érkezett a területre, többségbe kerültek Antrim megyében és jelentős kisebbséget hoztak létre a környező megyékben is, megalapozva a tartós szakadást a katolikus írek és a protestáns angolok között a térségben.

### Nyelv

#### Angol
Jelenleg Észak-Írország valamennyi lakosa, írek és angolok egyaránt beszélnek angolul, az általuk használt dialektust ulsteri angolnak (Ulster English) nevezik. Az ulsteri angol elsősorban regionális alapon tagolódik, a legnagyobb területen a közép-ulsterit (Mid-Ulster English) beszélik, de jelen van a belfasti munkásosztály nyelvváltozata és az Írországgal közös határvidéken a dél-ulsteri (South Ulster English) is. A regionális különbségekhez képest másodlagos, de a protestáns és katolikus kiejtés között is van néhány különbség, például a h betű esetében.

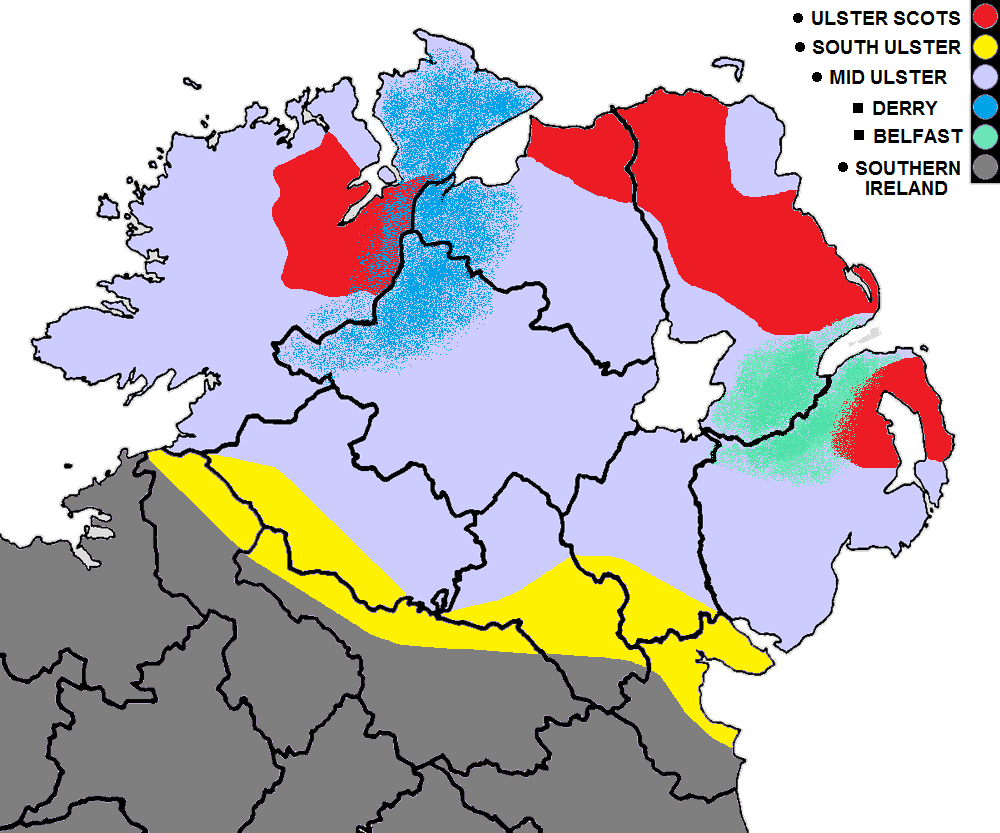
Angol dialektusok térképe Észak-Írországban

#### Ír
A Plantation előtt a teljes lakosság ír gael nyelven beszélt. Az angol bevándorlás és kulturális terjeszkedés hatására a kelta nyelv visszaszorult a területen. Az ír kulturális újjászületés jegyében az ír nyelv használata a 20. és 21. században ismét terjedni kezdett a nacionalista (ír katolikus) közösségben, jelenleg a walesi nyelvhez hasonló módon hivatalos státusszal rendelkezik Észak-Írországban. Használata azonban, például utcanévtáblák kihelyezésének formájában kiváltotta az unionista (angol protestáns) közösség ellenszenvét, akik szerint ez csak szándékosan kiélezi a feszültséget a két csoport között. A 2021-es népszámlálás szerint az észak-írországiak 12,4%-a tud „legalább valamennyire” írül, ez az arány 2011-ben még 11%-volt.

#### Ulster scots
Észak-Írország és Skócia kapcsolatának emlékét őrzi az ulster scots nyelvjárás jelenléte, amely az angol nyelv skóciai dialektusának, a scots nyelvnek az észak-írországi változata. Az angol anyanyelvűek számára is kölcsönösen érthető nyelvjárást elsősorban Antrim és Londonerry területén, valamint Down megye egyes részein beszélik. Elsősorban unionisták használják, 2011-ben 8,1% beszélt „legalább valamennyire” ulster scotsul, ez az arány 2021-re 10,3%-ra nőtt.

### Vallás

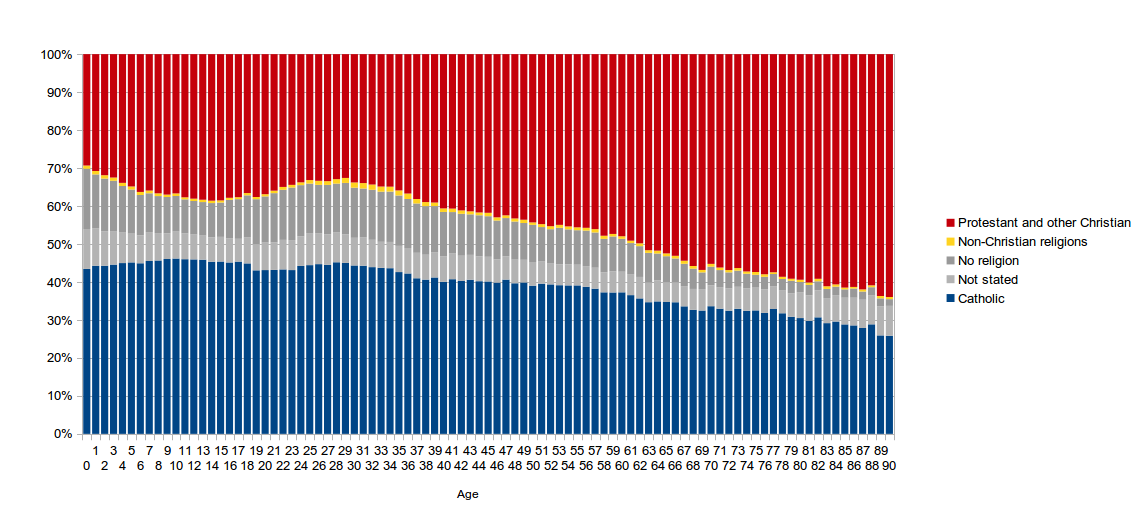
Vallási megoszlás korosztályonként 2011-ben

A nyelvhez képest sokkal jelentősebb identitásformáló szerepe van a vallásnak az országrészben. A 2021-es népszámlálás adatai szerint a lakosság nagy része (79%) keresztény, habár jelen van egy csökkenő tendencia. A katolikusok alapvetően írek, a protestáns keresztény egyházak tagjai pedig elsősorban angolok. A protestánsok számos felekezetre tagolódnak, közülük a legnagyobbnak a presbiteriánusok számítanak, őket követik az anglikánok, a metodisták és több másik kisebb egyház. Amikor 1921-ben Írországot kettéválasztották és Észak-Írország az Egyesült Királyság országrésze lett, a határokat úgy húzták meg, hogy a protestáns népesség 2:1 arányban meghaladta a katolikus lakosságot. A következő 100 évben azonban a demográfiai viszonyok fokozatosan megváltoztak: a katolikus írek aránya megnőtt, elsősorban magasabb születésszámaiknak köszönhetően. A 2021-es népszámlálás idejére első alkalommal meghaladta a katolikusok aránya (42,3%) a protestánsokét (37,3%).

| Vallás                            | 2001      | 2001  | 2011      | 2011  | 2021      | 2021  |
| Vallás                            | Népesség  | %     | Népesség  | %     | Népesség  | %     |
| --------------------------------- | --------- | ----- | --------- | ----- | --------- | ----- |
| Római katolikus                   | 678 462   | 40,2  | 738033    | 40,8  | 805 151   | 42,3  |
| Írországi Presbiteriánus Egyház   | 348 742   | 20,7  | 345 101   | 19,1  | 316 103   | 16,6  |
| Írországi Egyház (anglikánok)     | 257 788   | 15,3  | 248 821   | 13,7  | 219 788   | 11,5  |
| Írországi Metodista Egyház        | 59 173    | 3,5   | 54 253    | 3,0   | 44 728    | 2,4   |
| Egyéb keresztény                  | 102 221   | 6,1   | 104 380   | 5,8   | 130 377   | 6,9   |
| (Összes nem katolikus keresztény) | 767 924   | 45,6  | 752 555   | 41,6  | 710 996   | 37,3  |
| (Összes keresztény)               | 1 446 386 | 85.8  | 1 490 588 | 82,3  | 1 516 147 | 79,6  |
| Egyéb vallás                      | 5 028     | 0,3   | 14,859    | 0,8   | 25 519    | 1,3   |
| Nem vallásos                      |           |       | 183,164   | 10,1  | 330 983   | 17,4  |
| Nem nyilatkozott                  |           |       | 122,252   | 6,8   | 30 529    | 1,6   |
| (Nem vallásos / nem nyilatkozott) | 233 853   | 13,9  | 305 416   | 16,9  | 361 512   | 19,0  |
| Össznépesség                      | 1 685 267 | 100,0 | 1 810 863 | 100,0 | 1 903 175 | 100,0 |

### Nemzeti identitás
Az nemzeti identitás Észak-Írországban három nagy csoportra oszlik: 2021-ben 36% britnek vallotta magát (unionisták), 33% írként gondolt magára (nacionalisták), 22% pedig az északír identitást jelölte meg (ők nagyjából egyenlő arányban katolikusok és protestánsok). A brit identitás csökkenő tendenciát mutat, az ír és az északír növekszik.

### Szegregáció
Észak-Írország népessége nevezetes az extrém szegregációról. Még akkor is, ha ugyanabban a megyében, vagy ugyanazon a településen élnek, jellemzően élesen elkülönülnek egymástól városrészenként. A Troubles-nek nevezett etnikai-vallási erőszak időszaka alatt (1960-1998) az unionisták és a nacionalisták két párhuzamos társadalma teljesen elkülönült egymástól, külön zajlott az oktatás, a munka, a sport és kulturális élet is. Az ír és angol településrészket magas falakkal, úgynevezett „békevonalakkal” (peace lines) választották el egymástól, ezek jelentős része napjainkban is látható. Az utóbbi két évtizedben csökkent az elzárkózás, de a társas kapcsolatok terén még ma is a nagyon erősen elkülönül egymástól a két csoport.

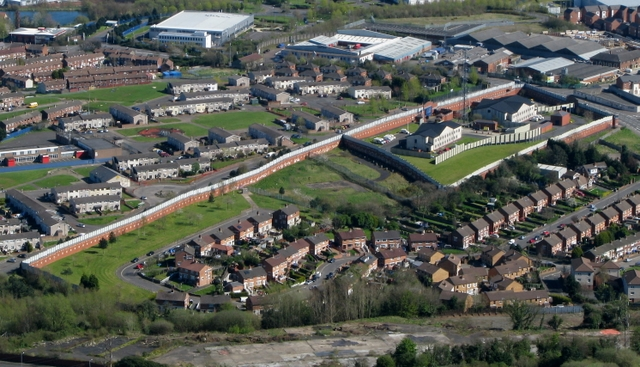
„Békevonal” Belfastban
A katolikusok aránya Belfastban városrészenként

### Településszerkezet

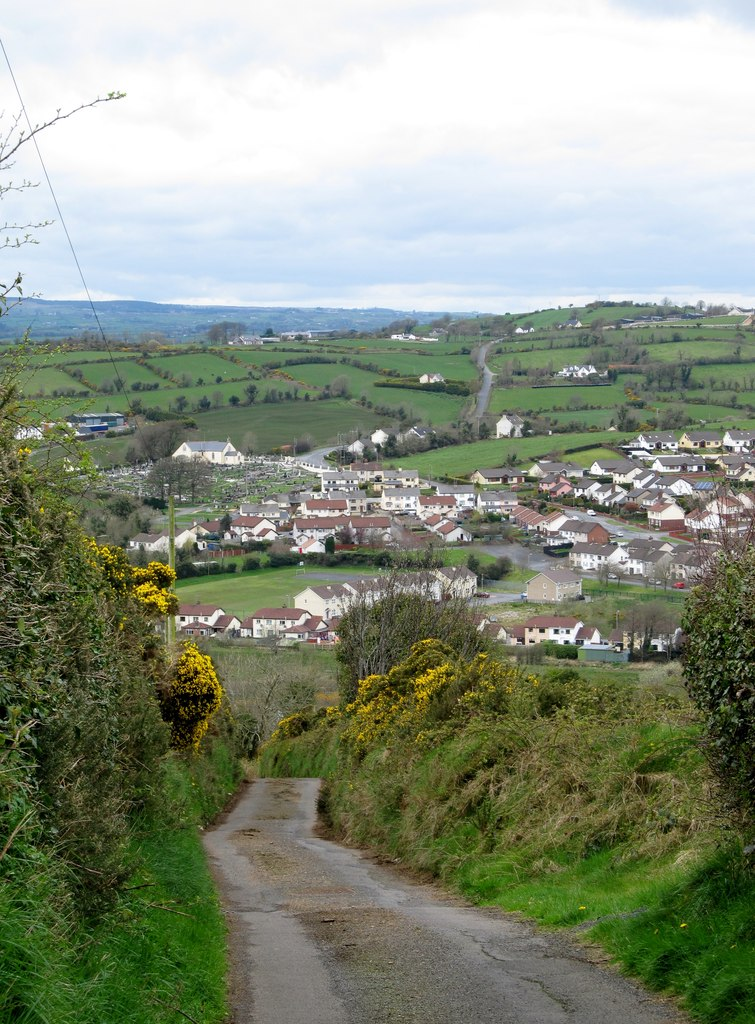
Camlough városkája

Az országrész északi és keleti részén elsősorban az angol és skót építészet és várostervezés hagyományai érvényesülnek, a Lough Neagh-től nyugatra és a periférikusabb területeken, mint például a Mourne-hegység, jobban fennmaradtak az ír építészet emlékei. Az északír vidék alapvető településformája az egymástól elkülönülten álló apró farmok hálózata. Néhány helyen megfigyelhetőek a clachans-ok, a középkori ír klánok bokortanya-szerű települései is. Az 1840-es évek nagy ír éhínsége után a vidék elnéptelenedett. Észak-Írországban a hagyományos értelemben vett falvak jelenléte nem jellemző. A tanyavidékek között kis méretű vásárvárosok sorakoznak, ezek többségét az angol és skót földesurak építették a 18. században. Közös jellemzőjük a megtervezett alaprajz és a városka közepén található „gyémánt”, vagyis a tér, ahol a vásárokat tartották. Ezek közül a városkák közül idővel néhány kiemelkedett jelentőségével: Enniskillen és Omagh az állami közigazgatás központjaivá váltak, Armagh két katedrálisával egyházi központ lett. Az iparosodás korszakában újabb városok nőttek meg: Dungannon a szőttes, Carrickfergus az alumínium, Londonderry pedig az ingkészítés révén révén vált központtá. A főváros, Belfast fontos kikötő, korábbi iparágai, a hajó és vászongyártás már lehanyatlottak, de cserébe a repülőgépgyártás, az oktatás és a kulturális élet centrumává nőtte ki magát. Belfastot szorosan körülvéve népes elővárosok sorakoznak, ilyen például Newtownabbey, Castlereagh és Lisburn.

### Legnagyobb városok
| Belfast | Sorszám | Város neve    | Népesség (2021) | Sorszám | Város neve | Népesség (2021) | Londonderry Bangor |
| Belfast | 1.      | Belfast       | 345 418         | 11.     | Newry      | 27 913          | Londonderry Bangor |
| Belfast | 2.      | Londonerry    | 85 279          | 12.     | Coleraine  | 24 483          | Londonderry Bangor |
| Belfast | 3.      | Newtownabbey  | 67 599          | 13.     | Antrim     | 25 606          | Londonderry Bangor |
| Belfast | 4.      | Bangor        | 31 921          | 14.     | Craigavon  | 22 556          | Londonderry Bangor |
| Belfast | 5.      | Castlereagh   | 55 857          | 15.     | Portadown  | 21 097          | Londonderry Bangor |
| Belfast | 6.      | Lisburn       | 45 370          | 16.     | Omagh      | 20 458          | Londonderry Bangor |
| Belfast | 7.      | Ballymena     | 31 205          | 17.     | Larne      | 18 853          | Londonderry Bangor |
| Belfast | 8.      | Newtownards   | 29 677          | 18.     | Banbridge  | 17 400          | Londonderry Bangor |
| Belfast | 9.      | Lurgan        | 28 634          | 19.     | Armagh     | 16 310          | Londonderry Bangor |
| Belfast | 10.     | Carrickfergus | 28 141          | 20.     | Dungannon  | 16 282          | Londonderry Bangor |

## Története
Írországot 1536-ban csatolta Anglia területéhez VIII. Henrik angol király. Az ország továbbra is megőrizte parlamentjét és külön közigazgatása, valamint bíróságai voltak, mégsem maradt szuverén állam. Csupán törvénykezdeményezési joggal rendelkezett, törvényei csak akkor léptek hatályba, ha azokat az angol és az ír titkos tanács elfogadta, nem módosíthatta vagy utasíthatta el az angol Privy Council által alkotott, az ír ügyekre vonatkozó törvényeket. Az angol parlament is alkotott olyan törvényeket, amelyek Írország gazdaságára hátrányosak voltak. A helyi végrehajtó hatalom szervezetében a tisztségek nagy részét angolok töltötték be (főleg a hasznot hajtó, pénzért megvehető úgynevezett szinekúrahivatalokat). A katolikus ír többségű Írországban mindez igen erős ellenállásba ütközött. 1641 októberében északon, Ulsterben fegyveres felkelés tört ki, amit rövid életű katolikus konföderáció követett Kilkennyben. Oliver Cromwell, Anglia lordprotektora 1652-re minden ellenállást letört.
Az angol győzelem után jelentős bevándorlás indult meg Angliából és még nagyobb mértékű Skóciából. A bevándorlók a protestáns vallást hozták magukkal, míg az őslakos írek katolikusok maradtak. A több évszázados protestáns uralom alatt a protestánsok társadalmi státusa magasabb maradt a katolikusoknál.
Az ír nemzeti mozgalom győzelme után, 1921-ben osztották fel a szigetet.
Észak-Írországnak az Egyesült Királysághoz vagy az Írországhoz való tartozása véres erőszakba torkolló kérdés volt az 1960-as évektől 1998-ig. Kevésbé ismert, hogy létezik egy harmadik irányultság is, amely a terület függetlenségére törekszik mind Nagy-Britanniától, mind Írországtól, s 1988 óta Ulsteri Függetlenségi Mozgalom néven már párttá is szerveződött, azóta pedig más frakciók is felkarolták a kérdést.

Észak-Írország 1972-ig használt címere
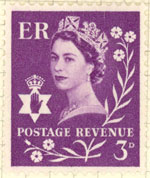
Észak-ír postabélyeg, 1958-as sorozat, II. Erzsébet királynő portréjával

## Közigazgatása
Észak-Írország 26 kerületből áll:
| 1. Antrim 2. Ards 3. Armagh (város) 4. Ballymena 5. Ballymoney 6. Banbridge 7. Belfast (város) 8. Carrickfergus 9. Castlereagh 10. Coleraine 11. Cookstown 12. Craigavon 13. Londonderry (város) | Észak-Írország kerületei | 1. Down 2. Dungannon és South Tyrone 3. Fermanagh 4. Larne 5. Limavady 6. Lisburn (város) 7. Magherafelt 8. Moyle 9. Newry and Mourne 10. Newtownabbey 11. North Down 12. Tyrone 13. Strabane |

## Gazdaság
2021-ben Észak-Írország GDP-je 61,1 milliárd USD volt, amellyel a legkisebb gazdaság az Egyesült Királyság négy országa közül. Az egy főre jutó GDP 31 451 USD volt, majdnem kétszerese a magyar GDP/főnek, de jelentősen elmaradt mind az angol, mind az írországi gazdasági teljesítménytől. 2023 augusztusában a foglalkoztatási ráta 71,4%, a munkanélküliségi ráta 2,7% volt.

### Mezőgazdaság

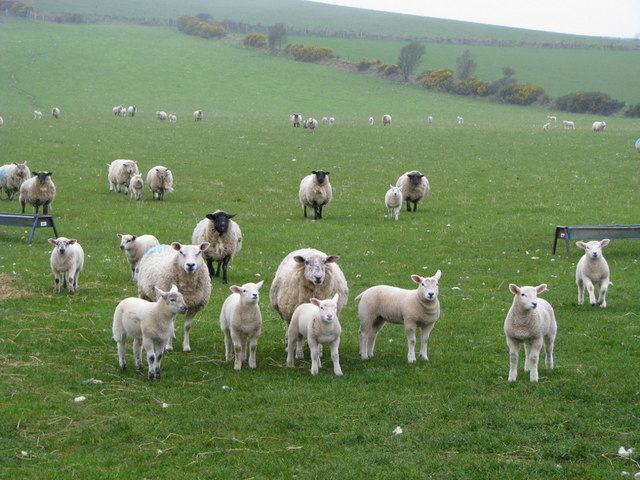
Birkanyáj Ards megyében

Az ipari forradalom előtt Észak-Írország gazdasága a mezőgazdaságon alapult, azóta azonban szerepe jelentősen lecsökkent. Bár az országrész földterületének mintegy 75%-a művelés alatt áll valamilyen formában, ez a tevékenység csak a munkaerő 3,5%-át foglalkoztatja. A földek legnagyobb részét legelőként hasznosítják, elsősorban szarvasmarhát és birkát tenyésztenek, a hús mellett nagy mennyiségben állítanak elő tejtermékeket is. A hűvös és nedves klíma alapvetően nem ideális a növénytermesztés számára, de néhány területen ennek ellenére burgonyát, árpát és búzát termesztenek. A Lough Neagh tavától délre fekvő vidéken a zöldség és alma termesztés a jellemző, a tájegység hagyományos almafajtája az Armagh alma.

### Halászat
A tengeri halászat az Ír-tenger partvidékén található három halászkikötőben, Ardglassban, Kilkeelben és Portavogieben összpontosul és elsősorban vonóhálós hajókkal zajlik. A legjellemzőbb fogásnak a garnélarák, a vékonybajszú tőkehal és a hering számít. A partok mentén felfutóban van az osztrigatenyésztés ágazata. A szárazföld folyóiban hagyományosan lazacot és angolnát horgásznak.

### Természeti erőforrások és energia
Észak-Írország meglehetősen szegény ásványkincsekben, csak egy kevés vasérccel, bauxittal, szénnel és néhány kőbányával rendelkezik, így a munkavállalók kevesebb mint 1%-a dolgozik a bányaiparban. Az alacsony szintkülönbségek miatt a vízenergiai potenciál nem jelentős, ellenben kisebb készletekkel rendelkezik tőzegből, földgázból és kőolajból. 1996-ban elkészült a 135 km hosszú Skócia–Észak-Írország földgázvezeték, A 21. század elején pedig megépült az elektromos összekötő vezeték is a szomszédos Skóciával, így az országrész 2007-ben rácsatlakozhatott az egységes európai villamos energia piacra.

## Közlekedés

### Vasút
- Észak-Írország vasúti közlekedése

### Légi
- Belfast nemzetközi repülőtér
- George Best Belfast City repülőtér
- City of Derry repülőtér – Londonderry nemzetközi repülőtere

## Oktatás

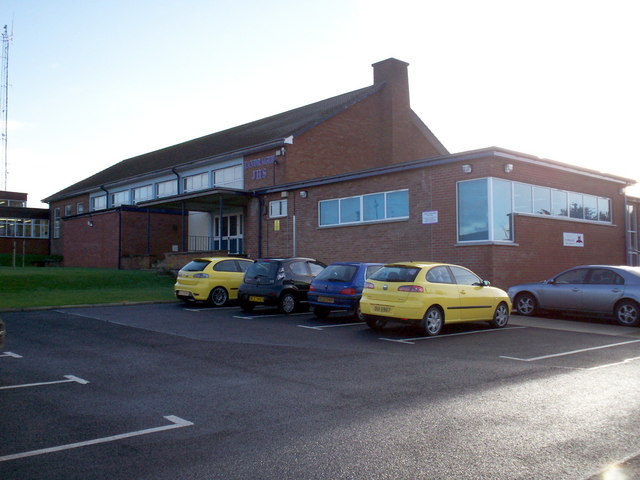
Középiskola Armagh megyében

Az oktatási rendszer Észak-Írországban hasonló a Nagy-Britanniában működőhöz, de vannak helyi sajátosságai is. Az általános iskola után kétféle továbbtanulási lehetőség van, a gimnázium (grammar school), amely az egyetemre készít föl és a középiskola (secondary school), amely inkább szakképzést biztosít. Egészen 2008-ig a 11 éves gyerekekkel egy intelligencia tesztet írattak, ami eldöntötte, hogy a diák járhat e gimnáziumba, vagy csak a szakképzésre, azóta hogy ez a rendszer megszűnt, a gimnáziumok és középiskolák egyéni felvételiket tartanak. Az élet sok másik területéhez hasonlóan az iskolai oktatás is szegregált: az állami iskolák elméletileg mindenki számára nyitva állnak, de a gyakorlatban inkább csak az angol protestáns gyermekek járnak oda, az ír katolikus szülők gyermekeiket katolikus egyházi iskolákba viszik. Az oktatási rendszer kritikusai szerint az, hogy a két közösség gyerekei a felnőtté válásig alig találkoznak egymással, konzerválja a szembenállást. Két egyetem működik az országrészben, a Queen’s Egyetem Belfastban, amelyet 1845-ben alapítottak és az Ulsteri Egyetem, amely jelenlegi formájában 1984 óta működik.

## Sport
- Bővebben: Északír labdarúgó-válogatott